# Organizacija islamske suradnje
Organizacija islamske suradnje (arapski : منظمة التعاون الاسلامي‎; engleski:  Organisation of Islamic Cooperation, OIC; francuski: Organisation de la Coopération Islamique, OCI) je međunarodna organizacija s trajnim izaslanstvom pri UN-u, koja okuplja 57 država u kojima je islam državna, većinska ili manjinska religija.
Do 28. lipnja 2011. ova organizacija zvala se Organizacija islamske konferencije (arapski: منظّمة المؤتمر الأسلامي Munazzamat al-mu'tamar al-islāmī; engleski: Organization of the Islamic Conference; francuski: Organisation de la Conférence Islamique)

## Povijest
25. rujna 1969. godine, veliki broj vođa islamskih zemalja sastao se u Rabatu u Maroku zbog slučaja paleža džamije al-Aksa u Jeruzalemu, kojeg je 21. kolovoza te godine podmetnuo australski protestantski ekstremist.
U ožujku 1970. godine održana je prva islamska konferencija ministara vanjskih poslova u Džedi. Stvoreno je glavno tajništvo koje je zaduženo za održavanje veza između zemalja članica i koordinaciju njihovim postupcima. U Džedi je od tad smješteno privremeno sjedište organizacije u iščekivanju tzv. oslobođenja Jeruzalema. 
5. kolovoza 1990. godine, na konferenciji ministara vanjskih poslova u Kairu prihvaćena je Deklaracija o ljudskim pravima u islamu što je svojevrsna prilagodba ljudskih prava šerijatskom zakonu.

## Ciljevi
Ciljevi Organizacije islamske konferencije koji su definirani poveljom stvorenom u Džedi u ožujku 1972. su:
1. Učvršćivanje islamske solidarnosti između zemalja članica;
2. Ojačavanje suradnje između zemalja članica na gospodarskim, društvenim, kulturnim, znanstvenim i drugim važnim poljima i savjetovanje među zemljama članicama unutar međunarodnih organizacija;
3. Raditi na uklanjanju rasne diskriminacije i kolonijalizma u svim oblicima;
4. Podnošenje odgovarajućih mjera kako bi se učvrsnuo mir i svjetska sigurnost osnovana na pravdi;
5. Usklađivanje postupaka u svrhu očuvanja svetih mjesta, potpora borbi palestinskom narodu i pomoć u ostvarenju njihovih prava i oslobađanju njihova teritorija;
6. Potpora svim muslimanima koji se bore za očuvanje svojeg dostojanstva, nezavisnosti i nacionalnih zakona;
7. Stvaranje pogodne atmosfere za suradnju i razumijevanje između zemalja članica i drugih zemalja.

## Članice
| Punopravne članice                                       | Punopravne članice |                                                     |
| -------------------------------------------------------- | ------------------ | --------------------------------------------------- |
| Država                                                   | Godina             |                                                     |
| Afganistan                                               | 1969.              | odgođeno članstvo od 1980. - ožujka 1989.           |
| Alžir                                                    | 1969.              |                                                     |
| Čad                                                      | 1969.              |                                                     |
| Egipat                                                   | 1969 .             | odgođeno članstvo od svibnja 1979. - ožujka 1984.   |
| Gvineja                                                  | 1969.              |                                                     |
| Indonezija                                               | 1969.              |                                                     |
| Iran                                                     | 1969.              |                                                     |
| Jemenska Arapska Republika                               | 1969 .             | od 1990. kao Republika Jemen ujedinjena s DNR Jemen |
| Jordan                                                   | 1969.              |                                                     |
| Kuvajt                                                   | 1969.              |                                                     |
| Libanon                                                  | 1969               |                                                     |
| Libija                                                   | 1969.              |                                                     |
| Malezija                                                 | 1969.              |                                                     |
| Mali                                                     | 1969.              |                                                     |
| Mauretanija                                              | 1969.              |                                                     |
| Maroko                                                   | 1969.              |                                                     |
| Niger                                                    | 1969.              |                                                     |
| Pakistan                                                 | 1969.              |                                                     |
| Palestina                                                | 1969.              |                                                     |
| Saudijska Arabija                                        | 1969.              |                                                     |
| Senegal                                                  | 1969.              |                                                     |
| Sudan                                                    | 1969.              |                                                     |
| Somalija                                                 | 1969.              |                                                     |
| Tunis                                                    | 1969.              |                                                     |
| Turska                                                   | 1969.              |                                                     |
| Bahrein                                                  | 1970.              |                                                     |
| Katar                                                    | 1970.              |                                                     |
| Oman                                                     | 1970.              |                                                     |
| Sirija                                                   | 1970.              |                                                     |
| Ujedinjeni Arapski Emirati                               | 1970.              |                                                     |
| Sijera Leone                                             | 1972.              |                                                     |
| Bangladeš                                                | 1974.              |                                                     |
| Gabon                                                    | 1974.              |                                                     |
| Gambija                                                  | 1974.              |                                                     |
| Gvineja Bisau                                            | 1974.              |                                                     |
| Uganda                                                   | 1974.              |                                                     |
| Burkina Faso                                             | 1975.              |                                                     |
| Kamerun                                                  | 1975.              |                                                     |
| Irak                                                     | 1976.              |                                                     |
| Komori                                                   | 1976.              |                                                     |
| Maldivi                                                  | 1976.              |                                                     |
| Džibuti                                                  | 1978.              |                                                     |
| Benin                                                    | 1982.              |                                                     |
| Brunej                                                   | 1984.              |                                                     |
| Nigerija                                                 | 1986.              |                                                     |
| Azerbajdžan                                              | 1991.              |                                                     |
| Albanija                                                 | 1992.              |                                                     |
| Kirgistan                                                | 1992.              |                                                     |
| Tadžikistan                                              | 1992.              |                                                     |
| Turkmenistan                                             | 1992.              |                                                     |
| Zanzibar                                                 | siječanj 1993.     | povučeno članstvo u kolovozu 1993.                  |
| Mozambik                                                 | 1994.              |                                                     |
| Kazahstan                                                | 1995.              |                                                     |
| Uzbekistan                                               | 1995.              |                                                     |
| Surinam                                                  | 1996.              |                                                     |
| Togo                                                     | 1997.              |                                                     |
| Gvajana                                                  | 1998.              |                                                     |
| Obala Bjelokosti                                         | 2001.              |                                                     |
| Države promatračice                                      |                    |                                                     |
| Bosna i Hercegovina                                      | 1994.              |                                                     |
| Srednjoafrička Republika                                 | 1997.              |                                                     |
| Sjeverni Cipar                                           | 1979.              |                                                     |
| Tajland                                                  | 1998.              |                                                     |
| Rusija                                                   | 2005.              |                                                     |
| Promatračke muslimanske organizacije i zajednice         |                    |                                                     |
| Moroska nacionalna oslobodilačka fronta                  | 1977.              |                                                     |
| Promatračke islamske institucije                         |                    |                                                     |
| Parlamentarna unija zemalja članica OIK-a                | 2000.              |                                                     |
| Forum mladih islamske konferencije za dijalog i suradnju | 2005               |                                                     |
| Promatračke međunarodne organizacije                     |                    |                                                     |
| Arapska liga                                             | 1975.              |                                                     |
| Ujedinjeni narodi                                        | 1976.              |                                                     |
| Pokret nesvrstanih                                       | 1977.              |                                                     |
| Organizacija afričkog jedinstva                          | 1977.              |                                                     |
| Organizacija za gospodarsku suradnju                     | 1995.              |                                                     |

### Pokušaji članstva
- Indija koja je druga zemlja na svijetu po broju muslimana (više od 175 milijuna) pokušala je dobiti status zemlje promatračice u OIK-u. Iako su mnoge članice podupirale ovu kandidaturu, Pakistan i druge zemlje su je blokirali. Smatra se da je kandidatura zaustavljena zbog statusa Kašmira, te zbog indijskog otvaranja diplomatskih odnosa s Izraelom 1992. i smanjenja potpore Palestini.

- Filipini su pokušali pridružiti se OIK-u, ali je to odbila muslimanska zajednica u državi. U ovoj većinski katoličkoj državi, muslimani čine oko 5% (4.5 milijuna) stanovništva.

## Popis glavnih tajnika
Ovo je popis glavnih tajnika OIK-a od njezina stvaranja:
1. Tunku Abdul Rahman (Malezija): (1971. – 1973.)
2. Hassan Touhami (Egipat): (1974. – 1975.)
3. Dr. Amadou Karim Gaye (Senegal): (1975. – 1979.)
4. Mr. Habib Chatty (Tunis): (1979. – 1984.)
5. Sharifuddin Pirzada (Pakistan): (1985. – 1988.)
6. Dr. Hamid Algabid (Niger): (1989. – 1996.)
7. Dr. Azeddine Laraki (Maroko): (1997. – 2000.)
8. Dr. Abdelouahed Belkeziz (Maroko): (2001. – 2004.)
9. Prof. dr. Ekmeleddin İhsanoğlu (Turska): (2005. do danas)

## Bivši susreti
| Broj          | Datum                              | Država            | Mjesto      |
| ------------- | ---------------------------------- | ----------------- | ----------- |
| 1.            | 1969., 22. rujna-25. rujna         | Maroko            | Rabat       |
| 2.            | 1974., 22. veljače-24. veljače     | Pakistan          | Lahore      |
| 3.            | 1981., 25. siječnja-29. siječnja   | Saudijska Arabija | Meka i Taif |
| 4.            | 1984., 16. siječnja-19. siječnja   | Maroko            | Casablanca  |
| 5.            | 1987., 26. siječnja-29. siječnja   | Kuvajt            | Kuvajt      |
| 6.            | 1991., 9. prosinca-11. prosinca    | Senegal           | Dakar       |
| 7.            | 1994., 13. prosinca-15. prosinca   | Maroko            | Casablanca  |
| 1. izvanredni | 1997., 23. ožujka                  | Pakistan          | Islamabad   |
| 8.            | 1997., 9. prosinca-11. prosinca    | Iran              | Teheran     |
| 9.            | 2000., 12. studenog-13. studenog   | Katar             | Doha        |
| 2. izvanredni | 2003., 5. ožujka                   | Katar             | Doha        |
| 10.           | 2003., 16. listopada-17. listopada | Malezija          | Putrajaya   |
| 3. izvanredni | 2005., 7. prosinca-8. prosinca     | Saudijska Arabija | Meka        |

## Vanjske poveznice
- (arap.)(engl.)(fr.)Službena stranica Organizacije islamske konferencije  Arhivirana inačica izvorne stranice od 4. srpnja 2012. (Wayback Machine)
- (arap.)(engl.)(fr.)Islamska konferencija  Arhivirana inačica izvorne stranice od 25. ožujka 2010. (Wayback Machine) dokumenti i informacije s zadnjeg sastanka na vrhu